# グッドラック・チャーリー
『グッドラック・チャーリー』（原題：Good Luck Charlie）は、アメリカ合衆国のディズニーチャンネルで放送されているテレビドラマ。
本作は、4人目の子であるチャーリーが生まれたティーンエイジャーの3きょうだいが、彼女のためにビデオ日記をつけるという内容であり、番組名は各話の締めくくりのセリフ「Good Luck Charlie（頑張って、チャーリー）」に由来する。

## ストーリー
ダンカン家には、長男・PJ、長女テディ、そして次男のゲイブという3人の子どもがいた。ある日、4人目の子となる次女・チャーリーが誕生する。
姉のテディは、年の離れた妹のチャーリーがティーンエイジャーになった時、自分達は既に巣立ってしまいチャーリーに兄弟としてアドバイスをしてあげられないのではないかと思い、自分の身の回りの出来事を通してチャーリーにアドバイスを残す為に、ビデオ日記を撮ることにした。
シーズン3以降は、さらに弟のトビーが誕生する。

## キャスト
年齢は番組スタート時の設定。
テディ・R・ダンカン
演：ブリジット・メンドラー（英語）/声：牛田裕子
14歳。ダンカン家の兄弟の二番目で長女。妹チャーリーの為に、ビデオ日記を撮っていて、毎回ドラマを「頑張ってチャーリー（Good Luck Charlie）」で締めくくっている。
妹の面倒見も良く、学業成績も優秀で、家族からの信頼も厚い。
趣味は演劇で、劇団などにも所属している。
PJ・ダンカン
演：ジェイソン・ドリー（英語）/声：林勇
16歳。ダンカン家の兄弟の一番上の長男。
賢くないが、とても優しい性格。本名は、祖父のパトリック・ジョンから由来するが、父の記載ミスでポットン・ジャー（トイレの擬音）とされてしまう。しかし、劇中で出生証明書をパティー・ジョンに修正してもらえる。(英語ではpatty johnをpotty john"トイレのジョン"と間違える)
趣味はギターで、ダンカン家の地下で友達とバンドを組み、練習している。
クイッキーチッキーというフライドチキンショップでアルバイトをしている。
ゲイブ・ダンカン
演：ブラッドリー・スティーブン・ペリー（英語）/声：三好りえ
11歳。ダンカン家の兄弟の三番目で次男。
妹チャーリーが生まれたことにより自分が末っ子で無くなった事が気に入らない。
いたずら好きで、特にお隣のダブニーさん（ガミガミおばさん）を標的にする。
チャーリー・ダンカン
演：ミア・タレリコ（英語）/声：安武みゆき
9ヶ月、ダンカン家の兄弟の四番目で、シーズン3までは末っ子。やんちゃで、少しおませな女の子。チャーリーはシャーロットの略で名付け親は姉のテディ。
トビー・ダンカン
シーズン3で産まれたダンカン家の新しい家族。心の中で大人と同じようなことを考えていることが多い。
尚、トビーを妊娠中という設定の、母エイミー役のリー・ベイカーは、実生活でも実際に妊娠しており、無事男児を出産した。
エイミー・B・ダンカン
演：リー・エリン・ベイカー（英語）/声：瀬尾恵子
子どもたちの母で、病院に勤務している。
料理下手で、気が強く、わがままなところもあるが、家族を心から愛している。
目立ちたがり屋で、演劇やテレビ番組等に関わる事になると暴走する。
旧姓はブランケンフーパー。
ボブ・ダンカン
演：エリック・アラン・クレイマー（英語）/声：増井太郎
父。本名はロバート・ウィリアム・ダンカン。エイミーの尻に敷かれ日々振り回されている。「ボブの虫退治屋さん」という害虫駆除店を経営している。
高校時代にバンドを組んでいたため、ベースが弾ける。
スペンサー・ウォルシュ
演：シェーン・ハーパー（英語）/声：笹岡雄介
テディの彼氏。別れたり、よりを戻りたりを繰り返す。
エメット・ヘイリン
演：ミカ・ウィリアムス（英語）/声：新田英人
PJのバンド仲間でドラムを担当している。テディに片思いしており、しつこく付きまとっているが、本人からは嫌われている。
アイビー・レニー・ウエンツ
演：レイブン・グッドウィン（英語）/声：薬丸夏子
テディの親友。
エステル・ダブニー
演：パトリシア・ベルチャー（英語）/声:片岡富枝
ダンカン家の隣人。ゲイブのいたずらの標的にされており、いたずらで仕返しをしてくることも多い。顔のそっくりな姉妹たちがいる（五つ子）。

## 放送期間
アメリカでは、2010年4月2日より第1シーズンの放送が開始され、日本では2010年7月19日より放送中である。2014年1月頃から、チャーリー役を演じているミア・タレリコに殺害の脅迫がインターネット上でされ、本作は100回目を迎えて打ち切りとなる。

## エピソード
| シーズン | シーズン | 話数 | 話数 | 放送期間      | 放送期間       |
| シーズン | シーズン | 話数 | 話数 | 初回放送      | 最終回放送     |
| -------- | -------- | ---- | ---- | ------------- | -------------- |
|          | 1        | 26   | 26   | 2010年4月4日  | 2011年1月30日  |
|          | 2        | 30   | 30   | 2011年2月20日 | 2011年11月27日 |
|          | 3        | 21   | 21   | 2012年5月6日  | 2013年1月20日  |
|          | 4        | 20   | 20   | 2013年4月28日 | 2014年2月16日  |

### シーズン1
| #  | 邦題                           | 原題                           |
| -- | ------------------------------ | ------------------------------ |
| 1  | 勉強デート                     | Study Date                     |
| 2  | ベイビー!カムバック!           | Baby Come Back                 |
| 3  | お隣さんは凶悪犯?!             | The Curious Case of Mr. Dabney |
| 4  | ふたりのワミー                 | Double Whammy                  |
| 5  | ダンスパーティー大作戦         | Dance Off                      |
| 6  | 犯人はチャーリー!?             | Charlie Did It!                |
| 7  | 携帯電話で大失敗               | Butt Dialing Duncans           |
| 8  | チャーリーは1歳!               | Charlie is 1                   |
| 9  | ツリーハウスを守れ!            | Up a Tree                      |
| 10 | わしを野球に連れてって         | Take Me Out to the Ball Game   |
| 11 | 恋する男子                     | Boys Meets Girls               |
| 12 | キットとカブードゥル           | Kit and Kaboodle               |
| 13 | テディの強い味方               | Teddy's Little Helper          |
| 14 | 毛布をさがせ!                  | Blankie Go Bye-Bye             |
| 15 | チャーリーはネットアイドル!    | Charlie Goes Viral             |
| 16 | タレントショーに出よう！       | Duncan's Got Talent            |
| 17 | クイッキー・ガール             | Kwikki Chick                   |
| 18 | 初めての子守り                 | Charlie in Charge              |
| 19 | デンバーの眠れぬ夜             | Sleepless in Denver            |
| 20 | テディお姉ちゃんのかたき       | Girl Bites Dog                 |
| 21 | テディのハートはボロボロ       | Teddy's Broken Heart Club Band |
| 22 | 失恋からの立ち直り方           | Teddy Rebounds                 |
| 23 | ボタンを押したのは誰?          | Pushing Buttons                |
| 24 | 恋の行方は宙ぶらりん パート1   | Snow Show, Part 1              |
| 25 | 恋の行方は宙ぶらりん パート2   | Snow Show, Part 2              |
| 26 | ドライビング・ミセス・ダブニー | Driving Mrs. Dabney            |

### シーズン2
| #      | 邦題                                     | 原題                               |
| ------ | ---------------------------------------- | ---------------------------------- |
| 1(27)  | チャーリーの2歳のバースデー!             | Charlie is 2!                      |
| 2(28)  | バイトでギョギョギョ!                    | Something's Fishy                  |
| 3(29)  | おまるでしよう                           | Let's Potty                        |
| 4(30)  | アプリ大作戦                             | Appy Days                          |
| 5(31)  | ダンカンVSダンカン                       | Duncan vs. Duncan                  |
| 6(32)  | 公園でロールプレイ!                      | A L.A.R.P. in the Park             |
| 7(33)  | バンド・バトル                           | Battle of the Bands                |
| 8(34)  | 歌って踊れるダンカン一家?                | The Singin' Dancin' Duncans        |
| 9(35)  | ママはクマ?                              | Teddy's Bear                       |
| 10(36) | パパとママに会わせよう                   | Meet the Parents                   |
| 11(37) | ゲイブ12歳半の誕生日                     | Gabe's 12-½ Birthday               |
| 12(38) | テディの別れ話                           | The Break Up                       |
| 13(39) | シェキラ!チャーリー!                     | Charlie Shakes It Up               |
| 14(40) | リポーターになりたい!                    | Baby's New Shoes                   |
| 15(41) | さよならビデオ日記                       | Bye Bye Video Diary                |
| 16(42) | イヤリングはどこ!?                       | Monkey Business                    |
| 17(43) | ピージェイのニューヨーク恋物語           | PJ in the City                     |
| 18(44) | 呪われたハワイ旅行?! パート1             | Sun Show, Part 1                   |
| 19(45) | 呪われたハワイ旅行?! パート2             | Sun Show, Part 2                   |
| 20(46) | テディの愛車                             | Amazing Gracie                     |
| 21(47) | テディは白アリの女王                     | Termite Queen                      |
| 22(48) | パパのバンドが再結成?                    | The Bob Duncan Experience          |
| 23(49) | 悪い子になりたいテディ                   | Ditch Day                          |
| 24(50) | 家族対抗ボウリングマッチ!                | Alley Oops                         |
| 25(51) | ハロウィーンの恨みは恐ろしい!?           | Scary Had a Little Lamb            |
| 26(52) | スーパー・アドベンチャー・ランドへ行こう | Return to Super Adventure Land     |
| 27(53) | 秘密だらけのダンカン家                   | Can You Keep a Secret?             |
| 28(54) | おはなし会で親子対決                     | Story Time                         |
| 29(55) | チャーリーの感謝祭                       | It's a Charlie Duncan Thanksgiving |
| 30(56) | 氷の上のテディ                           | Teddy On Ice                       |

### 映画
| 邦題                                  | 原題                              |
| ------------------------------------- | --------------------------------- |
| グッドラック・チャーリー ザ・ムービー | Good luck Charlie It's Christmas! |

### シーズン3
| #      | 邦題                             | 原題                  |
| ------ | -------------------------------- | --------------------- |
| 1(57)  | 赤ちゃんの部屋を作ろう           | Make Room for Baby    |
| 2(58)  | バッドラック・テディ             | Bad Luck Teddy        |
| 3(59)  | エイミーのおめでたパーティー     | Amy Needs a Shower    |
| 4(60)  | 思い出のプロムドレス             | Dress Mess            |
| 5(61)  | シッポをつかめ!                  | Catch Me If You Can   |
| 6(62)  | 赤ちゃんの名前、大募集!          | Name That Baby        |
| 7(63)  | 特別なバースデープレゼント       | Special Delivery      |
| 8(64)  | ダンカン家へようこそ!            | Welcome Home          |
| 9(65)  | 赤ちゃんとの初旅行               | Baby's First Vacation |
| 10(66) | ウェンツさんのおかしなレストラン | Wentz's Weather Girls |
| 11(67) | 小さな一歩を踏みだそう           | Baby Steps            |
| 12(68) | 怪物テディ誕生!?                 | T. Wrecks             |
| 13(69) | テディとトビーと模擬国連         | Teddy and the Bambino |
| 14(70) | ママはバレー部のマネージャー     | Team Mom              |
| 15(71) | フランス風ハロウィーン?          | Le Halloween          |
| 16(72) | 女心VS男心                       | Guys & Dolls          |
| 17(73) | 保健室のエイミー先生             | Nurse Blankenhooper   |
| 18(74) | チャーリーの師匠?                | Charlie Whisperer     |
| 19(75) | スーパー家庭教師                 | Study Buddy           |
| 20(76) | ダンカン家のクリスマス           | A Duncan Christmas    |
| 21(77) | ダンカン家がバラバラ？！         | All Fall Down         |

### シーズン4
| #      | 邦題                                          | 原題                           |
| ------ | --------------------------------------------- | ------------------------------ |
| 1(78)  | 夢のおうち                                    | Duncan Dream House             |
| 2(79)  | そっくりさんとデート                          | Doppel Date                    |
| 3(80)  | おじゃま虫のダブニーさん                      | Demolition Dabney              |
| 4(81)  | テディ、チアガールになる！                    | Go Teddy!                      |
| 5(82)  | 小論文に四苦八苦                              | Rock Enroll                    |
| 6(83)  | 犯人は誰？！                                  | The Unusual Suspects           |
| 7(84)  | ネズミに要チュー意！                          | Rat-A-Teddy                    |
| 8(85)  | チャーリーは４歳！トビーは１歳！              | Charlie is 4, Toby is 1        |
| 9(86)  | 10年後のダンカン家                            | Futuredrama                    |
| 10(87) | デートじゃないデート                          | Teddy's New Beau               |
| 11(88) | テディの選択                                  | Teddy's Choice                 |
| 12(89) | 害虫プロム                                    | Bug Prom                       |
| 13(90) | ラスベガスの週末                              | Weekend in Vegas               |
| 14(91) | ハロウィーン聖歌隊結成！                      | Fright Knight                  |
| 15(92) | エイミー VS ジェイミー                        | Sister, Sister                 |
| 16(93) | さよならボー                                  | Bob's Beau-Be-Gone             |
| 17(94) | ニューヨークのクリスマスイブ                  | Good Luck Jessie NYC Christmas |
| 18(95) | あこがれの大学に合格？！                      | Accepted                       |
| 19(96) | 親友の旅立ち                                  | Down a Tree                    |
| 20(97) | グッドラック・チャーリー/グッドラック・テディ | Good Bye Charlie               |

## グッドラック・チャーリー ザ・ムービー
グッドラック・チャーリー ザ・ムービー(Good luck Charlie It's Christmas!)は、2011年に放送されたディズニー・チャンネル・オリジナル・ムービー。

### ストーリー
クリスマスバケーションでダンカン家はエイミーの実家へ行くことになったがテディとエイミーが過剰予約のせいで飛行機を降ろされてしまう。果たしてダンカン家全員でクリスマスを迎えることはできるのか?